# Brevipalpus levis
Brevipalpus levis är en spindeldjursart som beskrevs av De Leon 1960. Brevipalpus levis ingår i släktet Brevipalpus och familjen Tenuipalpidae. Inga underarter finns listade.